# Ci vorrebbe il mare (brano musicale)

Ci vorrebbe il mare è una canzone di Marco Masini, scritta con Giancarlo Bigazzi e Gianna Albini, tratto dall'album Marco Masini.
Il brano è uno dei classici del repertorio dell'artista fiorentino, che lo portò al Festivalbar 1990.
È stato interpretato anche da Montserrat Caballé in duetto con Masini nell'album Friends for Life (1997) del soprano spagnolo, da Umberto Tozzi nell'album Tozzi Masini (2006), oltre che da Milva nel 1993 (album Uomini Addosso).
È presente una versione lounge del pezzo nella collezione Masini (2004).

## Videoclip
Il videoclip è firmato dalla regia di Stefano Salvati.
È presente inoltre un secondo videoclip della versione live del brano, contenuto nella VHS Masini Live '91, diretto sempre da Salvati.